# Finnország az 1964. évi nyári olimpiai játékokon
Finnország a japán Tokióban megrendezett 1964. évi nyári olimpiai játékok egyik részt vevő nemzete volt. Az országot az olimpián 13 sportágban 89 sportoló képviselte, akik összesen 5 érmet szereztek.

## Érmesek
| Érem  | Versenyző        | Sportág       | Versenyszám          |
| ----- | ---------------- | ------------- | -------------------- |
| Arany | Pauli Nevala     | Atlétika      | Férfi gerelyhajítás  |
| Arany | Pentti Linnosvuo | Sportlövészet | Gyorstüzelő pisztoly |
| Arany | Väinö Markkanen  | Sportlövészet | Szabadpisztoly       |
| Bronz | Pertti Purhonen  | Ökölvívás     | Váltósúly            |
| Bronz | Hannu Rantakari  | Torna         | Férfi ugrás          |

## Atlétika
Férfi
| Versenyző         | Versenyszám | Előfutam | Előfutam | Előfutam | Elődöntő | Elődöntő | Elődöntő | Döntő   | Döntő    |
| Versenyző         | Versenyszám | Idő      | Hely.    | Össz.    | Idő      | Hely.    | Össz.    | Idő     | Helyezés |
| ----------------- | ----------- | -------- | -------- | -------- | -------- | -------- | -------- | ------- | -------- |
| Pekka Juutilainen | 800 m       | 1:51,0   | 4.       | 29.      | 1:50,3   | 8.       | 23.      | kiesett | kiesett  |
| Olavi Salonen     | 1500 m      | 3:46,8   | 6.       | 21.**    | kiesett  | kiesett  | kiesett  | kiesett | kiesett  |
| Simo Saloranta    | 5000 m      | 14:24,6  | 8.       | 35.      |          |          |          | kiesett | kiesett  |
| Jaakko Tuominen   | 400 m gát   | 51,88    | 3.       | 15.      | 54,0     | 8.       | 16.      | kiesett | kiesett  |
| Eino Oksanen      | Maraton     |          |          |          |          |          |          | 2:22:36 | 13.      |
| Paavo Pystynen    | Maraton     |          |          |          |          |          |          | 2:26:00 | 20.      |
| Eino Valle        | Maraton     |          |          |          |          |          |          | 2:27:34 | 28.      |

| Versenyző       | Versenyszám   | Selejtező | Selejtező | Döntő    | Döntő    |
| Versenyző       | Versenyszám   | Eredmény  | Helyezés  | Eredmény | Helyezés |
| --------------- | ------------- | --------- | --------- | -------- | -------- |
| Henrik Hellén   | Magasugrás    | 200 cm    | 22.*      | kiesett  | kiesett  |
| Risto Ankio     | Rúdugrás      | 460 cm    | 4.***     | 470 cm   | 12.      |
| Taisto Laitinen | Rúdugrás      | 460 cm    | 18.       | 460 cm   | 14.      |
| Pentti Nikula   | Rúdugrás      | 460 cm    | 4.***     | 490 cm   | 7.       |
| Pentti Eskola   | Távolugrás    | 743 cm    | 13.       | kiesett  | kiesett  |
| Pentti Repo     | Diszkoszvetés | 52,93 m   | 15.       | kiesett  | kiesett  |
| Jorma Kinnunen  | Gerelyhajítás | 75,52 m   | 3.        | 76,94 m  | 6.       |
| Pauli Nevala    | Gerelyhajítás | 74,19 m   | 6.        | 82,66 m  |          |

Női
| Versenyző       | Versenyszám | Előfutam | Előfutam | Előfutam | Elődöntő | Elődöntő | Elődöntő | Döntő   | Döntő    |
| Versenyző       | Versenyszám | Idő      | Hely.    | Össz.    | Idő      | Hely.    | Össz.    | Idő     | Helyezés |
| --------------- | ----------- | -------- | -------- | -------- | -------- | -------- | -------- | ------- | -------- |
| Sirkka Norrlund | 80 m gát    | 11,23    | 8.       | 19.      | kiesett  | kiesett  | kiesett  | kiesett | kiesett  |

| Versenyző    | Versenyszám | Selejtező | Selejtező | Döntő    | Döntő    |
| Versenyző    | Versenyszám | Eredmény  | Helyezés  | Eredmény | Helyezés |
| ------------ | ----------- | --------- | --------- | -------- | -------- |
| Leena Kaarna | Magasugrás  | 168 cm    | 15.       | 165 cm   | 13.      |

* - egy másik versenyzővel azonos eredményt ért el

** - két másik versenyzővel azonos időt ért el

*** - öt másik versenyzővel azonos időt ért el

## Birkózás
Kötöttfogású
| Versenyző          | Versenyszám | 1. forduló                         | 2. forduló                           | 3. forduló                       | 4. forduló                     | 5. forduló                    | Döntő             | Helyezés    |
| Versenyző          | Versenyszám | Ellenfél Eredmény                  | Ellenfél Eredmény                    | Ellenfél Eredmény                | Ellenfél Eredmény              | Ellenfél Eredmény             | Ellenfél Eredmény | Helyezés    |
| ------------------ | ----------- | ---------------------------------- | ------------------------------------ | -------------------------------- | ------------------------------ | ----------------------------- | ----------------- | ----------- |
| Risto Björlin      | 52 kg       | Ignazio Fabra (ITA) · 3-1          | Rolf Lacour (EUA) · 3-1              | kiesett                          | kiesett                        |                               | kiesett           | helyezetlen |
| Kyösti Lehtonen    | 63 kg       | Rubén Leibovich (ARG) · kétvállas  | Dinko Petrov (BUL) · 2-2             | Lothar Schneider (EUA) · 1-3     | visszalépett                   | kiesett                       | kiesett           | helyezetlen |
| Eero Tapio         | 70 kg       | Valeriu Bularcă (ROU) · 2-2        | Hossein Ebrahimian (IRI) · kétvállas | Ivan Ivanov (BUL) · 1-3          | Fudzsita Tokuaki (JPN) · 2-2   | David Gvanceladze (URS) · 3-1 | kiesett           | 6.          |
| Matti Laakso       | 78 kg       | Job Mayo (PHI) · kétvállas         | Mithat Bayrak (TUR) · 3-1            | Ion Ţăranu (ROU) · 2-2           | Kiril Petkov (BUL) · kétvállas | kiesett                       | kiesett           | helyezetlen |
| Pentti Punkari     | 87 kg       | Julio Graffigna (ARG) · 1-3        | Krali Bimbalov (BUL) · 3-1           | Branislav Simić (YUG) · 3-1      | kiesett                        | kiesett                       | kiesett           | helyezetlen |
| Aimo Mäenpää       | 97 kg       | Nakaura Akira (JPN) · 1-3          | Eugen Wiesberger, Jr. (AUT) · 1-3    | Bojan Radev (BUL) · visszalépett | kiesett                        | kiesett                       | kiesett           | helyezetlen |
| Taisto Kangasniemi | +97 kg      | Anatolij Roscsin (URS) · kétvállas | Robert Pickens (USA) · kétvállas     | kiesett                          | kiesett                        | kiesett                       | kiesett           | helyezetlen |

Szabadfogású
| Versenyző       | Versenyszám | 1. forduló                   | 2. forduló                       | 3. forduló                     | 4. forduló        | 5. forduló        | Döntő             | Helyezés    |
| Versenyző       | Versenyszám | Ellenfél Eredmény            | Ellenfél Eredmény                | Ellenfél Eredmény              | Ellenfél Eredmény | Ellenfél Eredmény | Ellenfél Eredmény | Helyezés    |
| --------------- | ----------- | ---------------------------- | -------------------------------- | ------------------------------ | ----------------- | ----------------- | ----------------- | ----------- |
| Pekka Alanen    | 57 kg       | Koji Hirabayashi (CAN) · 3-1 | Moises López (MEX) · 2-2         | Ajdin Ibragimov (URS) · 3-1    | kiesett           | kiesett           | kiesett           | helyezetlen |
| Tauno Jaskari   | 63 kg       | Bandu Patil (IND) · 2-2      | Matti Jutila (CAN) · 1-3         | Nodar Hohasvili (URS) · 3-1    | kiesett           | kiesett           | kiesett           | helyezetlen |
| Arto Savolainen | 70 kg       | Udey Chand (IND) · 3-1       | Tham Kook Chin (MAS) · kétvállas | Enyu Valcsev (BUL) · kétvállas | kiesett           | kiesett           | kiesett           | helyezetlen |

## Evezés
| Versenyző                                                                              | Versenyszám              | Előfutam      | Előfutam      | Vigaszág | Vigaszág | Döntő   | Döntő   | Döntő   | Helyezés    |
| Versenyző                                                                              | Versenyszám              | Idő           | Hely.         | Idő      | Hely.    | Típus   | Idő     | Hely.   | Helyezés    |
| -------------------------------------------------------------------------------------- | ------------------------ | ------------- | ------------- | -------- | -------- | ------- | ------- | ------- | ----------- |
| Toimi Pitkänen Veli Lehtelä                                                            | Kormányos nélküli kettes | nem ért célba | nem ért célba | 7:29,03  | 1.       | A       | 8:05,74 | 6.      | 6.          |
| Teppo Kesäläinen Kauko Hänninen Pekka Sylvander Mauno Maisala Ismo Kanerva (kormányos) | Kormányos négyes         | 7:03,85       | 4.            | 7:21,16  | 4.       | kiesett | kiesett | kiesett | helyezetlen |

## Kajak-kenu
Férfi
| Versenyző                    | Versenyszám        | Előfutam | Előfutam | Vigaszág | Vigaszág | Elődöntő | Elődöntő | Döntő   | Döntő    |
| Versenyző                    | Versenyszám        | Idő      | Hely.    | Idő      | Hely.    | Idő      | Hely.    | Idő     | Helyezés |
| ---------------------------- | ------------------ | -------- | -------- | -------- | -------- | -------- | -------- | ------- | -------- |
| Ilkka Nummisto               | Kajak egyes 1000 m | 4:14,34  | 5.       | 5:31,76  | 2.       | 4:17,47  | 5.       | kiesett | kiesett  |
| Kari Mäkinen Rudolf Närjänen | Kenu kettes 1000 m | 4:21,41  | 3.       | erőnyerő | erőnyerő |          |          | 4:23,02 | 9.       |

## Kosárlabda
| Finn férfi kosárlabdacsapat-játékoskeret                                                     | Finn férfi kosárlabdacsapat-játékoskeret                                                         |
| -------------------------------------------------------------------------------------------- | ------------------------------------------------------------------------------------------------ |
| - Teijo Finneman - Juha Harjula - Risto Kala - Kauko Kauppinen - Pertti Laanti - Timo Lampén | - Kari Liimo - Martti Liimo - Raimo Lindholm - Uolevi Manninen - Jorma Pilkevaara - Raimo Vartia |

### Eredmények
Csoportkör
B csoport
| Csapat                 | M | Gy | V | P+  | P–  | Pk   |
| ---------------------- | - | -- | - | --- | --- | ---- |
| Egyesült Államok (USA) | 7 | 7  | 0 | 569 | 333 | +236 |
| Brazília (BRA)         | 7 | 5  | 2 | 473 | 452 | +21  |
| Jugoszlávia (YUG)      | 7 | 5  | 2 | 529 | 453 | +76  |
| Uruguay (URU)          | 7 | 4  | 3 | 472 | 482 | –10  |
| Finnország (FIN)       | 7 | 3  | 4 | 409 | 475 | –66  |
| Ausztrália (AUS)       | 7 | 2  | 5 | 434 | 460 | –26  |
| Peru (PER)             | 7 | 2  | 5 | 431 | 453 | –22  |
| Dél-Korea (KOR)        | 7 | 0  | 7 | 432 | 641 | –209 |

| 1964. október 11. 9:00 | Finnország (FIN) | 80 – 72 | Dél-Korea (KOR) |  |
| 1964. október 11. 9:00 | (37–31)          |         |                 |  |

| 1964. október 12. 16:00 | Egyesült Államok (USA) | 77 – 51 | Finnország (FIN) |  |
| 1964. október 12. 16:00 | (35–27)                |         |                  |  |

| 1964. október 13. 10:30 | Uruguay (URU) | 73 – 55 | Finnország (FIN) |  |
| 1964. október 13. 10:30 | (26–27)       |         |                  |  |

| 1964. október 14. 17:30 | Brazília (BRA) | 61 – 54 | Finnország (FIN) |  |
| 1964. október 14. 17:30 | (28–19)        |         |                  |  |

| 1964. október 16. 9:00 | Finnország (FIN) | 61 – 59 | Ausztrália (AUS) |  |
| 1964. október 16. 9:00 | (31–26)          |         |                  |  |

| 1964. október 17. 17:30 | Finnország (FIN) | 63 – 59 | Peru (PER) |  |
| 1964. október 17. 17:30 | (30–32)          |         |            |  |

| 1964. október 18. 13:30 | Jugoszlávia (YUG) | 74 – 45 | Finnország (FIN) |  |
| 1964. október 18. 13:30 | (34–28)           |         |                  |  |

A 9–12. helyért
| 1964. október 21. 15:30 | Japán (JPN) | 54 – 45 | Finnország (FIN) |  |
| 1964. október 21. 15:30 | (31–24)     |         |                  |  |

A 11. helyért
| 1964. október 23. 14:00 | Finnország (FIN) | 73 – 72 | Mexikó (MEX) |  |
| 1964. október 23. 14:00 | (38–40)          |         |              |  |

| Csapat           | Helyezés |
| ---------------- | -------- |
| Finnország (FIN) | 11.      |

## Műugrás
Férfi
| Versenyző       | Versenyszám    | Selejtező | Selejtező | Döntő   | Döntő    |
| Versenyző       | Versenyszám    | Pont      | Helyezés  | Pont    | Helyezés |
| --------------- | -------------- | --------- | --------- | ------- | -------- |
| Pentti Koskinen | Egyéni műugrás | 82,00     | 20.       | kiesett | kiesett  |

## Ökölvívás
| Versenyző       | Versenyszám   | Selejtező         | 32-es főtábla                   | Nyolcaddöntő                 | Negyeddöntő               | Elődöntő                     | Döntő             | Helyezés |
| Versenyző       | Versenyszám   | Ellenfél Eredmény | Ellenfél Eredmény               | Ellenfél Eredmény            | Ellenfél Eredmény         | Ellenfél Eredmény            | Ellenfél Eredmény | Helyezés |
| --------------- | ------------- | ----------------- | ------------------------------- | ---------------------------- | ------------------------- | ---------------------------- | ----------------- | -------- |
| Börje Karvonen  | Harmatsúly    |                   | Arnulfo Torrevillas (PHI) · RSC | kiesett                      | kiesett                   | kiesett                      | kiesett           | 17.      |
| Jorma Limmonen  | Pehelysúly    |                   | Johannes de Rooij (NED) · RSC   | Constantin Crudu (ROU) · 2-3 | kiesett                   | kiesett                      | kiesett           | 9.       |
| Antero Halonen  | Könnyűsúly    | erőnyerő          | Józef Grudzień (POL) · 1-4      | kiesett                      | kiesett                   | kiesett                      | kiesett           | 17.      |
| Pertti Purhonen | Váltósúly     |                   | Francis Roberts (AUS) · 5-0     | Bohumil Němeček (TCH) · RSC  | Issaka Daboré (NIG) · 3-2 | Ričardas Tamulis (URS) · 0-5 | kiesett           |          |
| Kurt Mattsson   | Nagyváltósúly |                   | Bekele Alemu (ETH) · 4-1        | Józef Grzesiak (POL) · 0-5   | kiesett                   | kiesett                      | kiesett           | 9.       |

## Öttusa
| Versenyző                              | Versenyszám | Lovaglás | Lovaglás | Lovaglás | Vívás    | Vívás | Vívás | Lövészet | Lövészet | Lövészet | Úszás  | Úszás | Úszás | Futás   | Futás | Futás | Összesen    | Összesen |
| Versenyző                              | Versenyszám | Idő      | Pont     | Hely.    | Eredmény | Pont  | Hely. | Pontszám | Pont     | Hely.    | Idő    | Pont  | Hely. | Idő     | Pont  | Hely. | Összes pont | Helyezés |
| -------------------------------------- | ----------- | -------- | -------- | -------- | -------- | ----- | ----- | -------- | -------- | -------- | ------ | ----- | ----- | ------- | ----- | ----- | ----------- | -------- |
| Jorma Hotanen                          | Egyéni      | 2:46,2   | 1040     | 22.      | 18–18    | 676   | 19.   | 185      | 800      | 26.      | 4:19,6 | 905   | 30.   | 14:49,8 | 1033  | 12.   | 4454        | 22.      |
| Kari Kaaja                             | Egyéni      | 2:56,4   | 1040     | 25.      | 19–17    | 712   | 17.   | 190      | 900      | 18.      | 4:11,1 | 945   | 26.   | 15:32,5 | 904   | 22.   | 4501        | 20.      |
| Keijo Vanhala                          | Egyéni      | 2:47,4   | 1040     | 23.      | 21–15    | 784   | 11.   | 188      | 860      | 21.      | 3:53,9 | 1035  | 9.    | 16:01,9 | 817   | 29.   | 4536        | 19.      |
| Jorma Hotanen Kari Kaaja Keijo Vanhala | Csapat      |          | 3120     | 10.      |          | 2221  | 5.    |          | 2560     | 6.       |        | 2885  | 8.    |         | 2754  | 9.    | 13540       | 7.       |

## Sportlövészet
Férfi
| Versenyző        | Versenyszám                    | Pont | Helyezés |
| ---------------- | ------------------------------ | ---- | -------- |
| Pentti Linnosvuo | Gyorstüzelő pisztoly           | 592  |          |
| Kalle Sievänen   | Gyorstüzelő pisztoly           | 576  | 27.      |
| Immo Huhtinen    | Szabadpisztoly                 | 546  | 10.      |
| Väinö Markkanen  | Szabadpisztoly                 | 560  |          |
| Antti Koskinen   | Sportpuska, fekvő              | 586  | 41.      |
| Vilho Ylönen     | Sportpuska, fekvő              | 585  | 43.      |
| Vilho Ylönen     | Sportpuska, összetett          | 1136 | 15.      |
| Esa Kervinen     | Sportpuska, összetett          | 1129 | 24.      |
| Esa Kervinen     | Szabadpuska, összetett (300 m) | 1133 | 6.       |
| Antti Rissanen   | Szabadpuska, összetett (300 m) | 1124 | 10.      |

## Súlyemelés
| Versenyző          | Versenyszám | Nyomás   | Nyomás   | Szakítás                 | Szakítás                 | Lökés    | Lökés    | Összesen | Helyezés |
| Versenyző          | Versenyszám | Eredmény | Helyezés | Eredmény                 | Helyezés                 | Eredmény | Helyezés | Összesen | Helyezés |
| ------------------ | ----------- | -------- | -------- | ------------------------ | ------------------------ | -------- | -------- | -------- | -------- |
| Jaakko Kailajärvi  | 82,5 kg     | 125,0    | 17.      | 140,0                    | 2.                       | 170,0    | 6.       | 435,0    | 9.       |
| Kaarlo Kangasniemi | 82,5 kg     | 150,0    | 3.       | 135,0                    | 4.                       | 165,0    | 11.      | 450,0    | 7.       |
| Jouni Kailajärvi   | 90 kg       | 145,0    | 6.       | 127,5                    | 11.                      | 180,0    | 2.       | 452,5    | 7.       |
| Eino Mäkinen       | +90 kg      | 137,5    | 21.      | érvényes kísérlet nélkül | érvényes kísérlet nélkül | kiesett  | kiesett  | kiesett  | kiesett  |

## Torna
Férfi
| Versenyző                                                                          | Versenyszám      | Selejtező | Selejtező | Döntő    | Döntő    |
| Versenyző                                                                          | Versenyszám      | Pontszám  | Helyezés  | Pontszám | Helyezés |
| ---------------------------------------------------------------------------------- | ---------------- | --------- | --------- | -------- | -------- |
| Eugen Ekman                                                                        | Talaj            | 18,70     | 26.       | kiesett  | kiesett  |
| Eugen Ekman                                                                        | Ugrás            | 18,85     | 42.       | kiesett  | kiesett  |
| Eugen Ekman                                                                        | Korlát           | 18,80     | 30.       | kiesett  | kiesett  |
| Eugen Ekman                                                                        | Nyújtó           | 18,25     | 63.       | kiesett  | kiesett  |
| Eugen Ekman                                                                        | Gyűrű            | 17,85     | 69.       | kiesett  | kiesett  |
| Eugen Ekman                                                                        | Lólengés         | 18,70     | 17.       | kiesett  | kiesett  |
| Eugen Ekman                                                                        | Egyéni összetett |           |           | 111,15   | 34.      |
| Kauko Heikkinen                                                                    | Talaj            | 18,65     | 30.       | kiesett  | kiesett  |
| Kauko Heikkinen                                                                    | Ugrás            | 18,45     | 95.       | kiesett  | kiesett  |
| Kauko Heikkinen                                                                    | Korlát           | 18,35     | 68.       | kiesett  | kiesett  |
| Kauko Heikkinen                                                                    | Nyújtó           | 17,45     | 89.       | kiesett  | kiesett  |
| Kauko Heikkinen                                                                    | Gyűrű            | 17,80     | 71.       | kiesett  | kiesett  |
| Kauko Heikkinen                                                                    | Lólengés         | 18,65     | 22.       | kiesett  | kiesett  |
| Kauko Heikkinen                                                                    | Egyéni összetett |           |           | 109,35   | 64.      |
| Raime Heinonen                                                                     | Talaj            | 18,50     | 41.       | kiesett  | kiesett  |
| Raime Heinonen                                                                     | Ugrás            | 19,10     | 19.       | kiesett  | kiesett  |
| Raime Heinonen                                                                     | Korlát           | 18,60     | 52.       | kiesett  | kiesett  |
| Raime Heinonen                                                                     | Nyújtó           | 18,40     | 55.       | kiesett  | kiesett  |
| Raime Heinonen                                                                     | Gyűrű            | 17,85     | 69.       | kiesett  | kiesett  |
| Raime Heinonen                                                                     | Lólengés         | 18,50     | 36.       | kiesett  | kiesett  |
| Raime Heinonen                                                                     | Egyéni összetett |           |           | 110,95   | 39.*     |
| Otto Kestola                                                                       | Talaj            | 19,05     | 11.       | kiesett  | kiesett  |
| Otto Kestola                                                                       | Ugrás            | 18,70     | 69.       | kiesett  | kiesett  |
| Otto Kestola                                                                       | Korlát           | 18,25     | 75.       | kiesett  | kiesett  |
| Otto Kestola                                                                       | Nyújtó           | 18,45     | 50.       | kiesett  | kiesett  |
| Otto Kestola                                                                       | Gyűrű            | 17,50     | 81.       | kiesett  | kiesett  |
| Otto Kestola                                                                       | Lólengés         | 18,00     | 72.       | kiesett  | kiesett  |
| Otto Kestola                                                                       | Egyéni összetett |           |           | 109,95   | 58.      |
| Olli Laiho                                                                         | Talaj            | 18,75     | 23.       | kiesett  | kiesett  |
| Olli Laiho                                                                         | Ugrás            | 18,85     | 42.       | kiesett  | kiesett  |
| Olli Laiho                                                                         | Korlát           | 18,85     | 28.       | kiesett  | kiesett  |
| Olli Laiho                                                                         | Nyújtó           | 18,75     | 31.       | kiesett  | kiesett  |
| Olli Laiho                                                                         | Gyűrű            | 18,35     | 42.       | kiesett  | kiesett  |
| Olli Laiho                                                                         | Lólengés         | 18,30     | 45.       | kiesett  | kiesett  |
| Olli Laiho                                                                         | Egyéni összetett |           |           | 111,85   | 26.      |
| Hannu Rantakari                                                                    | Talaj            | 18,70     | 26.       | kiesett  | kiesett  |
| Hannu Rantakari                                                                    | Ugrás            | 18,35     | 4.        | 19,300   |          |
| Hannu Rantakari                                                                    | Korlát           | 18,55     | 55.       | kiesett  | kiesett  |
| Hannu Rantakari                                                                    | Nyújtó           | 18,05     | 73.       | kiesett  | kiesett  |
| Hannu Rantakari                                                                    | Gyűrű            | 17,60     | 79.       | kiesett  | kiesett  |
| Hannu Rantakari                                                                    | Lólengés         | 18,25     | 50.       | kiesett  | kiesett  |
| Hannu Rantakari                                                                    | Egyéni összetett |           |           | 110,50   | 48.**    |
| Eugen Ekman Kauko Heikkinen Raime Heinonen Otto Kestola Olli Laiho Hannu Rantakari | Csapat összetett |           |           | 556,20   | 8.       |

Női
| Versenyző        | Versenyszám      | Selejtező | Selejtező | Döntő    | Döntő    |
| Versenyző        | Versenyszám      | Pontszám  | Helyezés  | Pontszám | Helyezés |
| ---------------- | ---------------- | --------- | --------- | -------- | -------- |
| Kaarina Koskinen | Talaj            | 17,499    | 74.       | kiesett  | kiesett  |
| Kaarina Koskinen | Ugrás            | 8,966     | 82.       | kiesett  | kiesett  |
| Kaarina Koskinen | Felemás korlát   | 17,732    | 60.       | kiesett  | kiesett  |
| Kaarina Koskinen | Gerenda          | 17,666    | 68.       | kiesett  | kiesett  |
| Kaarina Koskinen | Egyéni összetett |           |           | 61,863   | 80.      |
| Eira Lehtonen    | Talaj            | 17,933    | 63.       | kiesett  | kiesett  |
| Eira Lehtonen    | Ugrás            | 17,732    | 69.       | kiesett  | kiesett  |
| Eira Lehtonen    | Felemás korlát   | 17,333    | 64.       | kiesett  | kiesett  |
| Eira Lehtonen    | Gerenda          | 17,133    | 74.       | kiesett  | kiesett  |
| Eira Lehtonen    | Egyéni összetett |           |           | 70,131   | 66.      |

* - egy másik versenyzővel azonos eredményt ért el

** - két másik versenyzővel azonos eredményt ért el

## Úszás
Férfi
| Versenyző                                                     | Versenyszám          | Előfutam | Előfutam | Előfutam | Elődöntő | Elődöntő | Elődöntő | Döntő   | Döntő    |
| Versenyző                                                     | Versenyszám          | Idő      | Hely.    | Össz.    | Idő      | Hely.    | Össz.    | Idő     | Helyezés |
| ------------------------------------------------------------- | -------------------- | -------- | -------- | -------- | -------- | -------- | -------- | ------- | -------- |
| Matti Kasvio                                                  | 100 m gyors          | 56,3     | 4.       | 31.**    | kiesett  | kiesett  | kiesett  | kiesett | kiesett  |
| Tuomo Hämäläinen                                              | 100 m gyors          | 57,6     | 5.       | 46.      | kiesett  | kiesett  | kiesett  | kiesett | kiesett  |
| Tuomo Hämäläinen                                              | 400 m gyors          | 4:35,5   | 5.       | 34.      |          |          |          | kiesett | kiesett  |
| Ilkka Suvanto                                                 | 400 m gyors          | 4:38,0   | 7.       | 35.      |          |          |          | kiesett | kiesett  |
| Ilkka Suvanto                                                 | 400 m vegyes         | 5:09,0   | 5.       | 14.      |          |          |          | kiesett | kiesett  |
| Hannu Vaahtoranta                                             | 400 m vegyes         | 5:16,2   | 6.       | 23.      |          |          |          | kiesett | kiesett  |
| Hannu Vaahtoranta                                             | 100 m gyors          | 58,7     | 7.       | 53.*     | kiesett  | kiesett  | kiesett  | kiesett | kiesett  |
| Esa Lepola                                                    | 1500 m gyors         | 18:33,4  | 7.       | 27.      |          |          |          | kiesett | kiesett  |
| Ilkka Suvanto Hannu Vaahtoranta Tuomo Hämäläinen Matti Kasvio | 4 × 200 m gyorsváltó | 8:23,3   | 5.       | 10.      |          |          |          | kiesett | kiesett  |

Női
| Versenyző     | Versenyszám    | Előfutam | Előfutam | Előfutam | Elődöntő | Elődöntő | Elődöntő | Döntő  | Döntő    |
| Versenyző     | Versenyszám    | Idő      | Hely.    | Össz.    | Idő      | Hely.    | Össz.    | Idő    | Helyezés |
| ------------- | -------------- | -------- | -------- | -------- | -------- | -------- | -------- | ------ | -------- |
| Eila Pyrhönen | 100 m pillangó | 1:07,9   | 2.       | 5.       | 1:07,9   | 3.       | 6.       | 1:07,3 | 4.       |

* - egy másik versenyzővel azonos időt ért el

** - két másik versenyzővel azonos időt ért el

## Vitorlázás
Nyílt
| Versenyző                                     | Versenyszám | Futam | Futam | Futam | Futam | Futam | Futam | Futam | Pontszám | Helyezés |
| Versenyző                                     | Versenyszám | 1     | 2     | 3     | 4     | 5     | 6     | 7     | Pontszám | Helyezés |
| --------------------------------------------- | ----------- | ----- | ----- | ----- | ----- | ----- | ----- | ----- | -------- | -------- |
| Henrik Tallberg Peter Tallberg                | Csillaghajó | 1030  | 729   | 854   | 729   | 729   | (428) | 1331  | 5402     | 4.       |
| Peter Fazer Johan Gullichsen Juhani Salovaara | 5,5 méteres | 499   | 578   | (323) | 578   | 578   | 374   | 432   | 3039     | 6.       |